# Zack Sabre Jr.
Luke James Uggles Eatwell (n. 24 iulie 1987, Isle of Sheppey⁠(d), Anglia, Regatul Unit), cunoscut sub numele său Zack Sabre Jr. (în japoneză: ザック・セイバーJr., Hepburn: Zakku Seibā Junia) și forma sa prescurtată ZSJ, este un wrestler profesionist englez. În prezent, este semnat cu New Japan Pro-Wrestling (NJPW), unde este liderul grupului The Mighty Don't Kneel și primul campion NJPW World Television Championship. De asemenea, face apariții sporadice pentru All Elite Wrestling (AEW) și pentru promoția sora sa Ring of Honor (ROH).
Sabre este un fost câștigător a centurii NWA UK Junior Heavyweight și este un produs al școlii de wrestling NWA UK Hammerlock. A început să se antreneze cu NWA UK Hammerlock la vârsta de 14 ani, sub îndrumarea lui Jon Ryan și Andre „Sledgehammer” Baker. Mai târziu s-a antrenat în Pro Wrestling Noah (NOAH) Dojo sub Yoshinari Ogawa și Naomichi Marufuji ca membru al listei lor din 2011 până în noiembrie 2015. Din 2017, Sabre Jr. a fost membru al factiuni Suzuki-gun până la desființarea acestuia în 2022. S-a alăturat lui Suzuki-gun în 2016, după ce l-a învins pe Katsuyori Shibata în meciul său de debut în NJPW pentru centura britanica RevPro. În afara NJPW, Sabre participă pentru promoria americană Ring of Honor (ROH) și promotia britanică Revolution Pro Wrestling (RPW) ca parte a parteneriatelor NJPW cu cele două promoții. De asemenea, a luptat în special pentru Pro Wrestling Guerrilla (PWG), Progress Wrestling și World Wrestling Network (WWNLive) și mărcile acestora.

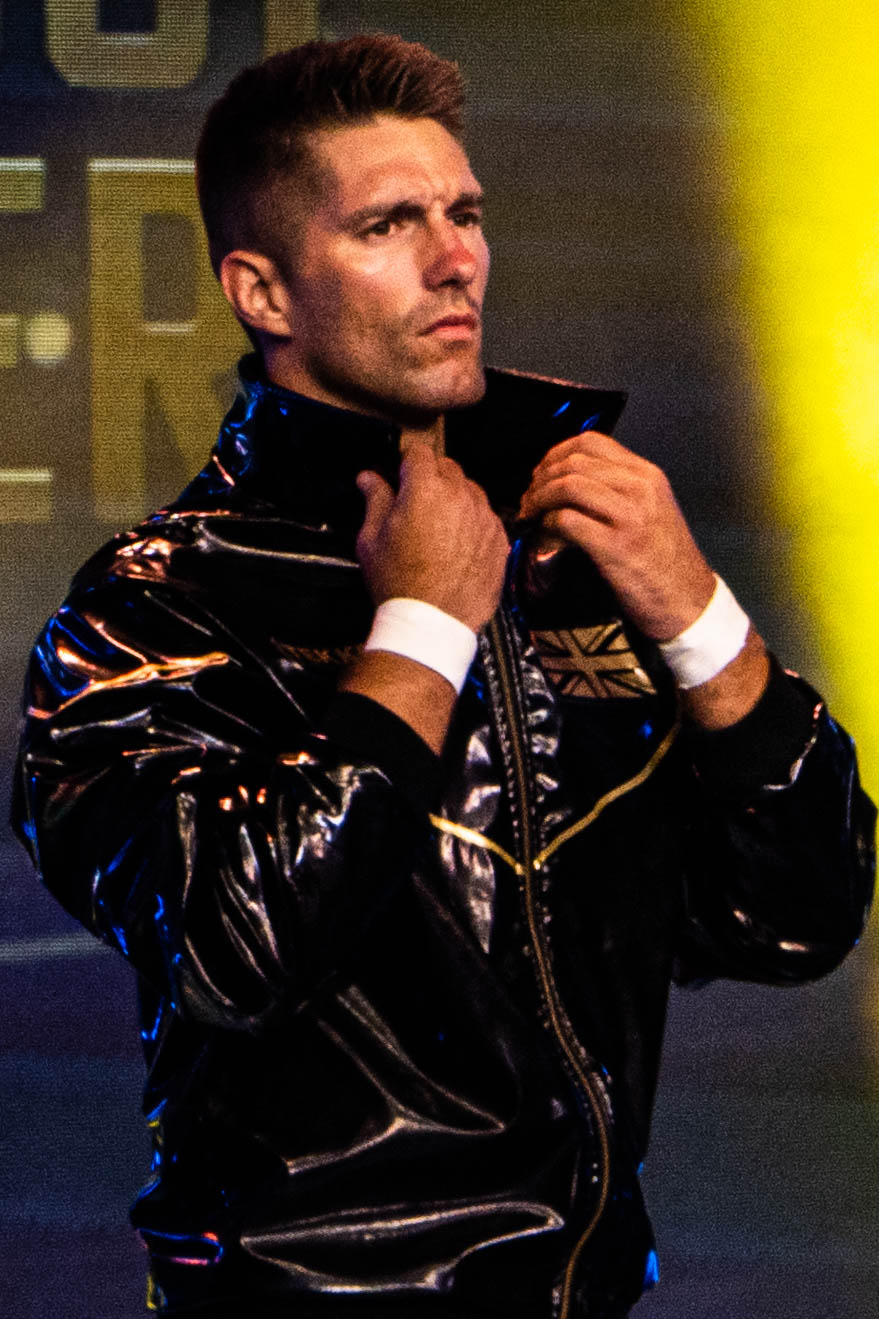
Zack Sabre Jr, June 2022

Deși este cunoscut în principal pentru performanțele sale solo, Sabre este și un luptător de echipe. La începutul carierei sale, și-a făcut un nume ca parte din Leaders of the New School cu Marty Scurll, deținând de două ori IPW:UK Tag Team Championships. Mai târziu avea să câștige același titlu (numit acum RPW Undisputed British Tag Team Champions) alături de colegul de factiune Suzuki-gun, Minoru Suzuki. În Pro Wrestling Noah, a fost de două ori campion GHC Junior Heavyweight Tag Team cu Yoshinari Ogawa și, în Westside Xtreme Wrestling, campion mondial pe echipe wXw cu Walter. Sabre formase, de asemenea, o echipă de echipe cu un alt coleg de factiune Suzuki-gun Taichi („Dangerous Tekkers”), care au fost de trei ori campioni în echipe IWGP; în urma desființării  Suzuki Gun, echipa s-a desființat odată cu ea.
Stilul ofensiv al lui Sabre include o gamă largă de lupte tehnice complicate și combinații de fixare, lovituri dure (devin din dragostea lui pentru puroresu), atletism exploziv și acrobații uluitoare. Cititorii  Wrestling Observer Newsletter l-au votat pe Sabre cel mai bun luptător tehnic al anului timp de șapte ani consecutivi (2014-2020) și a fost votat cel mai bun luptător tehnic al deceniului (anii 2010).

## Cariera de wrestler

### NWA UK Hammerlock (2004–2008)
Sabre și-a făcut debutul in wrestling pe 20 aprilie 2004. La 22 octombrie 2005, Sabre a câștigat centura NWA UK Junior Heavyweight și a deținut titlul până la 1 iunie 2008, când a fost eliberat.

### International Pro Wrestling: United Kingdom (2006–2012)
Sabre a câștigat  IPW:UK Tag Team Championship de două ori împreună cu Marty Scurll în 2009 și 2010.

### Pro Wrestling Noah (2008–2015)
La Pro Wrestling Noah (Noah), Sabre a câștigat în mod deosebit centura GHC Junior Heavyweight Tag Team de două ori cu Yoshinari Ogawa în 2013 și 2014.

### Westside Xtreme Wrestling (2006–2018)
La Westside Xtreme Wrestling (wXw), Sabre a câștigat atât WXw World Lightweight Championship, cât și wXw World Heavyweight Championship în 2010, unificând titlurile pentru a deveni inaugural wXw Unified World Wrestling Champion. A pierdut centura în același an în fața lui Big van Walter. Sabre a câștigat și Turneul Mondial pe echipe din 2015 pentru Centura Mondiala pe echipe wXw vacanat împreună cu Walter.

### Insane Championship Wrestling (2011, 2016)
Sabre a făcut două apariții pentru promotia Insane Championship Wrestling din Glasgow. La premiera lor anuală, ICW: Fear & Loathing 4, pe 23 octombrie 2011, Sabre a intrat într-un meci triple threat cu Liam Thomson și fostul său stagiar Andy Wild, care a fost câștigat de Wild.

### Progress Wrestling (2012–2018)
În 2015, Sabre a participat la primul turneu Progress Wrestling Super Strong Style 16, concurând în patru meciuri în weekend - învingându-i pe Zack Gibson, Tommaso Ciampa și Scurll înainte de a pierde în finală cu Will Ospreay. Sabre a avut o revanșă cu Ciampa în noiembrie la primul show Progress in Manchester , pe care Ciampa a câștigat. În martie 2016, Sabre și Ciampa au făcut echipă pentru a înfrunta The Origin (El Ligero și Nathan Cruz) pentru Progress Tag Team Championships, dar nu au reușit să cucerească titlurile. În urma înfrângerii, Ciampa l-a învins pe Sabre. Cei doi s-au înfruntat la cel mai mare show de până acum al Progress, susținut la Academia Brixton din Londra, într-un meci Two Out of Three Falls pe care Sabre Jr l-a câștigat. La capitolul 40, Sabre l-a provocat fără succes pe Pete Dunne pentru Centura Mondiala Progress. Apoi a intrat în Super Strong Style 16 învingându-l pe David Starr în primul tur și pe Jack Sexsmith în al doilea, înainte de a pierde în semifinală cu Travis Banks. Sabre a intrat în Super Strong Style 16 2018, învingându-l pe Chuck Mambo în primul tur, David Starr în turul doi, Keith Lee în semifinală și Kassius Ohno în finală, câștigând astfel turneul pentru prima dată în carieră. La capitolul 77, Sabre a fost învins de Walter, fostul său partener de echipă wXw, pentru centura Mondial Progress.

### Pro Wrestling Guerrilla (2014–2018)
Sabre și-a făcut debutul pentru Pro Wrestling Guerrilla (PWG) la Battle of Los Angeles din 2014 în noaptea 1, făcând echipă cu Chuck Taylor și Kenny Omega și învingându-i pe Adam Cole și The Young Bucks (Matt și Nick Jackson).
În aprilie 2015, a revenit la promovare, răspunzând provocării campionului mondial PWG Roderick Strong într-un meci pentru titlu la Don't Sweat the Technique într-un efort învins. Apoi a intrat în Bătălia de la Los Angeles din 2015, pe care a câștigat-o în cele din urmă.
În noaptea 2 din All Star Weekend 12, Sabre l-a învins pe Strong pentru a câștiga titlul PWG pentru prima dată. El a intrat în al treilea turneu Battle of Los Angeles în septembrie 2016, pierzând în sferturile de finală în fața lui Will Ospreay. Pe 7 iulie 2017, Sabre a pierdut Centura Mondiala PWG în fața lui Chuck Taylor. În septembrie, Sabre a intrat în turneul Battle of Los Angeles 2017, unde a fost eliminat de Rey Fenix în sferturile de finală.

### WWE (2016)
La 31 martie 2016, Sabre a fost anunțat ca participant la viitorul turneu Global Cruiserweight Series al WWE, care a fost redenumit ulterior „Cruiserweight Classic”. Numele său a fost eliminat la scurt timp după ce avea să aibă un meci de calificare la evenimentul Progress Wrestling Chapter 29 din Londra pentru a-și câștiga locul, unde l-a învins pe Flash Morgan Webster. Pe 23 iunie, Sabre l-a învins pe Tyson Dux în primul său meci din turul său. Pe 14 iulie, Sabre l-a învins pe Drew Gulak în meciul său din turul al doilea. Pe 26 august, Sabre l-a învins pe Noam Dar pentru a ajunge în semifinalele turneului, unde a fost învins pe 14 septembrie de Gran Metalik. Ulterior, s-a raportat că pierderea lui Sabre s-a datorat faptului că acesta nu a acceptat un contract cu WWE, spre deosebire de cei doi finaliști ai turneului. Mai târziu, el a dezvăluit că a refuzat contractul WWE pentru a semna pentru New Japan Pro Wrestling.

### Ring of Honor (2018–2019, 2023)
Pe 5 noiembrie 2018, a fost anunțat că Sabre își va face debutul Ring of Honor (ROH) la Final Battle 2018. El l-a învins pe Jonathan Gresham.
Sabre Jr a revenit la ROH pe 25 februarie 2023, la primul episod din Ring of Honor, de la achiziționarea companiei de către Tony Khan. La eveniment, el a apărat cu succes centura Mondial de Televiziune NJPW împotriva lui Blake Christian. Sabre Jr a revenit pe 18 mai, apărându-și titlul încă o dată împotriva lui AR Fox. După meci, Sabre Jr a pretins că este cel mai bun campion de televiziune, determinând campionul mondial de televiziune ROH, Samoa Joe, să se confrunte cu Sabre Jr. În timp ce Joe a pus la îndoială declarația anterioară a lui Sabre Jr, Christopher Daniels și Matt Sydal au întrerupt duo-ul, deoarece Sydal a căutat o șansă la titlu la oricare dintre centurile de televiziune. Sabre Jr a propus un meci de echipă între el, Joe, Sydal și Daniels, în care dacă acesta din urmă ar câștiga, Sydal ar câștiga o șansă la titlul de televiziune în viitor. Săptămâna următoare, Sabre Jr și Samoa Joe i-au învins pe Sydal și Daniels. Pe 1 iunie, Sabre Jr l-a învins pe Rocky Romero pentru a-și păstra centura Mondial de Televiziune NJPW.

### All Elite Wrestling (2022, 2023)
De la anunțul AEW x NJPW: Forbidden Door, Sabre Jr a strigat în mod constant „Dragonul american”, sugerând că îl provoacă pe Bryan Danielson la un meci la Forbidden Door. Acest lucru a făcut ca, în ediția din 22 iunie a revistei Dynamite, Danielson să recunoască provocarea lui Sabre Jr, dar a anunțat, de asemenea, că a fost accidentat și nu a fost autorizat din punct de vedere medical pentru a concura la Forbidden Door, din cauza pierderii sale la Double or Nothing in the Anarchy in the Arena. Meci. Cu toate acestea, Danielson a anunțat un adversar misterios pentru Sabre Jr, despre care a pretins că este „unica persoană” în care avea încredere pentru a-i lua locul la PPV și la episodul special următor din Dynamite, AEW Blood and Guts. Acest lucru a condus la Sabre Jr, să-și facă debutul în AEW, privindu-l pe Danielson. Pe 26 iunie la eveniment, adversarul misterios a fost dezvăluit a fi Claudio Castagnoli, care a învins Sabre Jr.
Sabre Jr și-a revenit televizat AEW la ediția din 2 iunie 2023 a Rampage, învingându-l pe Action Andretti pentru a-și păstra Centura Mondiala de Televiziune NJPW. Pentru că a fost chemat de Orange Cassidy, Sabre Jr a încercat să obțină un meci pentru Centura Internaționaal AEW al lui Cassidy. În episodul din 21 iunie din Dynamite, Sabre Jr a făcut echipă cu Daniel Garcia pentru a-i învinge pe Cassidy și Katsuyori Shibata, după care a fost stabilit un meci cu patru părți pentru viitorul Forbidden Door PPV. La eveniment, Cassidy și-a păstrat centura.
În episodul Collision din 9 septembrie 2023, Bryan Danielson a spus că, odată cu terminarea carierei sale, următoarea persoană cu care dorea să o înfrunte a fost Sabre Jr. Ulterior, un meci dintre cei doi a fost anunțat oficial pentru AEW WrestleDream. La eveniment, Sabre Jr. a fost învins de Danielson.